# Нагаєво (Уфимський міський округ)
Нага́єво (рос. Нагаево, башк. Нуғай) — село у складі Башкортостану, Росія. Входить до складу Уфимського міського округу, Жовтневого району міста Уфа.
Населення — 1479 осіб (2010, 766 у 2002).
Національний склад:
- росіяни — 75 %